# Talp de l'Himàlaia
El talp de l'Himàlaia (Euroscaptor micrura) és una espècie de mamífer de la família dels tàlpids. Viu a Bhutan, la Xina, l'Índia, Laos, Malàisia, Nepal, Tailàndia i el Vietnam.